# Транс-Сіл (стадіон)
«Стадіонул Транс-Сіл» (рум. Stadionul Trans-Sil) — багатофункціональний стадіон у місті Тиргу-Муреш, Румунія, домашня арена ФК «Тиргу-Муреш».
Стадіон побудований та відкритий 2007 року. У 2010 році реконструйований. Потужність становить 8 200 глядачів. Також відомий під назвами «Стадіонул Матрікон» та «Стадіонул Сілетіна».